# هيفاء المنصور
هيفاء المنصور (مواليد 10 أغسطس 1974، الأحساء) هي مخرجة سينمائية سعودية، تُعالج في أفلامها قضايا المرأة والتقاليد داخل المُجتمع السعودي. هيفاء من مواليد الأحساء وأصولها من الزلفي في نجد، والدها هو الشاعر السعودي والمفكر السعودي عبد الرحمن المنصور ووالدتها بهية حمد الصويغ وشقيقتها هي الفنانة التشكيلية هند عبد الرحمن المنصور. درست الأدب الإنجليزي المُقارن في الجامعة الأمريكية بالقاهرة وتخرجت عام 1997 لتلتحق بالعمل الوظيفي وقد كانت السينما دائماً شغفاً كبيراً بالنسبة لها. تلقت تشجيعاً كبيراً من أهلها. أنهت درجة الماجستير في الفيلم والنقد السينمائي من جامعة سيدني عام 2009. صورت أول فيلم طويل لها سنة 2012، ويحمل عُنوان وجدة. ويُعد هذا الفيلم أول فيلم يتم تصويره داخل المملكة العربية السعودية وبالضبط في العاصمة الرياض، وكذلك أول فيلم يُمثل السعودية في سباق الأوسكار وذلك في صنف جائزة الأوسكار لأفضل فيلم بلغة أجنبية.

## الحياة المُبكرة والتعليم
ازدادت هيفاء المنصور 10 أغسطس 1973 في مدينة الهفوف في الأحساء. هيفاء المنصور هي الثامنة في ترتيب الأبناء الإثني عشر للشاعر عبد الرحمن المنصور وزوجته بهية حمد الصويغ. تعرفت هيفاء المنصور لأول مرة على الأفلام بفضل أبيها والذي عرّفها على الأفلام بالفيديو، إذ لم تكن هناك صالات سينما في السعودية بين عامي 1983 و2018. كان جاكي شان أحد مُمثليها المفضلين.
بتشجيع من والدها، درست هيفاء الأدب المقارن في الجامعة الأمريكية بالقاهرة. ثُم حصلت لاحقًا على الماجستير في دراسات الأفلام من جامعة سيدني بأستراليا.

## مسيرتُها المهنية
- بدأت هيفاء المنصور مسيرتها في صناعة الأفلام بثلاثة أفلام قصيرة هي: من؟، الرحلة المريرة والمخرج الوحيد . فاز فيلم المُخرج الوحيد بجوائز في الإمارات العربية المتحدة وهولندا.[10] بعد ذلك، أخرجت فيلما وثائقيا بعُنوان «نساء بلا ظل»، والذي يتناول الحياة الخفية للنساء في الدول العربية في الخليج العربي. تم عرض الفيلم في 17 مهرجان دولي. حصل الفيلم على جائزة الخنجر الذهبي لأفضل فيلم وثائقي في مهرجان مسقط السينمائي، كما حصل على جائزة خاصة من لجنة التحكيم في الدورة الرابعة من مهرجان الفيلم العربي في روتردام. كانت هيفاء المنصور ضيفة في الدورة ال28 من مهرجان القارات في مدينة نانت الفرنسية.[3]
- أخرجت هيفاء المنصور أول فيلم روائي طويل لها، تحت عُنوان وجدة، وقد أخرجته وكتبته بالكامل، وعُرض عالميا لأول مرة في دورة 2012 من مهرجان البندقية السينمائي. يُعد الفيلم أول فيلم طويل يتم تصويره بالكامل في المملكة العربية السعودية وبالضبط في العاصمة الرياض[4][11][12][13]، كما كان اعتبارًا من عام 2013، الفيلم الطويل الوحيد الذي أنتجته امرأة مُخرجة في المملكة العربية السعودية.[6] يروي الفيلم قصة فتاة تبلغ من العمر 10 سنوات نشأت في ضواحي الرياض، وتحلُم بامتلاك وركوب دراجة خضراء.[14] حصل الفيلم على الدعم من شركة روتانا، وهي شركة إنتاج أفلام يمتلُكها الأمير الوليد بن طلال.[6] تم ترشيح فيلم وجدة لتمثيل المملكة العربية السعودية في حفل توزيع جوائز الأوسكار السادس والثمانين ضمن صنف أفضل فيلم بلغة أجنبية، وهي المرة الأولى التي تُرشح فيها المملكة العربية السعودية فيلمًا لللتنافس داخل صنف جائزة الأوسكار لأفضل فيلم بلغة أجنبية.[15][16][17][18] تم تطوير مشروع الفيلم في عام 2009 خلال مختبر كتابة السيناريو الخليجي، وهو تعاون بين TorinoFilmLab ومهرجان دبي السينمائي الدولي.
- لم تكن هيفاء المنصور تنوي أن يُركز عملها السينمائي على قضايا المرأة، لكنها وجدت أن هاته القضايا مُهمة للغاية بحيث لا يمكن تجاهُلها. تناول فيلميها من؟ و «نساء بلا ظل» موضوع العباية. وقد تلقت رسائل كراهية وانتقادات بكونها غير متدينة، وهو الأمر الذي تنفيه. ومع ذلك، فهي تشعر أن المملكة العربية السعودية بحاجة إلى اتخاذ وجهة نظر أكثر انتقادًا لثقافتها.[7] كما تلقت المديح من السعوديين لتشجيعها النقاش حول مواضيع تُعتبر عادة من المحرمات.[10]
- في عام 2014، أفادت الأنباء أن المنصور كانت ستُخرج فيلم A Storm in the Stars، وهو فيلم درامي رومانسي قادم يدور حول الحياة المبكرة للكاتبة ماري شيلي.[19] تمت إعادة تسمية الفيلم لاحقًا باسم ماري شيلي[20] وعُرض لأول مرة في دورة 2017 من مهرجان تورونتو السينمائي الدولي.[21]
- أعلنت المنصور بعد ذلك أنها كانت على متن الطائرة لإخراج فيلم جديد يحمل اسم نابلي إلي الأبد، وهُو مقتبس من كتاب يحمل نفس الاسم من تأليف الكاتبة تريشا توماس.[22]
- اختيرت لتكون ضمن لجنة تحكيم مُسابقة جائزة نظرة ما في مهرجان كان السينمائي 2015.[23]
- في يناير 2019، حصلت المنصور على جائزة كريستال في اجتماع المنتدى الاقتصادي العالمي 2019 في دافوس لدورها في قيادة التحول الثقافي في الوطن العربي.[24]
- في أبريل 2020، أُعلن أنها ستُخرج فيلم نتفليكس القادم والذي يحمل عُنوان الاختيار، والذي سيكون مبنيا على رواية بذات الاسم للكاتبة كيرا كاس.[25] في 2020 أيضا، أخرَجت الحلقة الخامسة من المُسلسل الأمريكي طائر الرب الصالح.[26]
- في 26 يوليو 2020م اختيرت ضمن مجلس إدارة هيئة الأفلام السعودية،[27] وأعيد اختيارها ضمن مجلس إدارة الهيئة في 7 مارس 2024م.[28]

## أعمالها

### الأفلام
| السنة | عُنوان الفيلم     | اشتغلت كمُخرجة | مُلاحظات             |
| ----- | ---------------- | ------------- | ------------------- |
| 2003  | من؟              | نعم           | فيلم قصير           |
| 2003  | الرحيل المر      | نعم           | وثائقي              |
| 2004  | أنا والآخر       | نعم           | فيلم قصير           |
| 2005  | نساء بلا ظلال    | نعم           | وثائقي              |
| 2012  | وجدة             | نعم           | أول فيلم طويل تُخرجه |
| 2017  | ماري شيلي        | نعم           |                     |
| 2018  | نابلي إلي الأبد  | نعم           |                     |
| 2019  | المرشحة المثالية | نعم           |                     |

### المُسلسلات
| السنة | عُنوان المُسلسل          | اشتغلت كمُخرجة | مُلاحظات                        |
| ----- | ---------------------- | ------------- | ------------------------------ |
| 2019  | المجتمع                | نعم           | حلقة: "Putting on the Clothes" |
| 2020  | Motherland: Fort Salem | نعم           | حلقة: "Hail Beltan"            |
| 2020  | طائر الرب الصالح       | نعم           | حلقة: "Hiving the Bees"        |

## زواجها
تزوجت من الأمريكي برادلي نيمن وهو المسؤول عن مكتب الشؤون الخارجية في القنصلية الأمريكية بالظهران في مقر السفارة الأمريكية بالمنطقة الشرقية، وسط حضور السفير الأمريكي فورد فريكر وحرمه ليندا فريكر والقُنصل الأمريكي جون كونكينين وعائلة هيفاء والدها ووالدتها وأخواتها وحشد من الضيوف.

## حياتُها الشخصية
عاشت هيفاء المنصور في البحرين لعدة سنوات، وانتقلت بعد ذلك إلى كاليفورنيا رُفقة زوجها الديبلوماسي الأمريكي برادلي نيمان، وطفليهما آدم وهايلي.

## وصلات خارجية
- هيفاء المنصور على موقع IMDb (الإنجليزية)
- هيفاء المنصور على موقع قاعدة بيانات الأفلام العربية
- هيفاء المنصور على موقع ألو سيني (الفرنسية)
- هيفاء المنصور على موقع ميوزك برينز (الإنجليزية)
- هيفاء المنصور على موقع أول موفي (الإنجليزية)
- هيفاء المنصور على موقع قاعدة بيانات الأفلام السويدية (السويدية)
- هيفاء المنصور على موقع قاعدة بيانات الفيلم (الإنجليزية)
- هيفاء المنصور على موقع كينوبويسك (الروسية)